# Solstik (film fra 1981)
|  | Denne artikel er oprettet af botten Steenthbot ud fra en ekstern database. Den kan derfor have sproglige fejl eller mangler. Denne skabelon kan fjernes efter kontrol af indholdet. |

 For alternative betydninger, se Solstik (flertydig). (Se også artikler, som begynder med Solstik)
Solstik er en dansk kortfilm fra 1981 instrueret af Vlado Oravsky.

## Handling
Et absurd drama om en gravid nogen kvinde (Kirsten Norholt), der forfølges av en mumie, som er dukket op af svømmepølen mens hun tager solbad. Da hun vil søge tilflugt i saunaen, opdager hun at mumien netop har gemt sig der. Hun vil sømme døren til, men rammer den elektriske ledning, får strømmen igennem sig og ender i svømmepølen, hvis bladdækkede vande, lukker sig over hende.